# 相關資產
相關資產（Underlying Asset）是一個金融市場的術語，衍生工具的回報與相關資產的表現掛鉤。常見的相關資產類別包括：股票、債券、外匯、大宗商品及股票指數。

## 衍生工具

### 期貨
若期貨交易屬於實物交割，相關資產是指結算時，買賣雙方的交換的產品。對於現金交割的期貨，交易所以相關資產的現價作為結算價，計算買賣雙方所支付或獲得的現金。

### 期權
若現貨期權交易屬於實物交割，相關資產是指結算時，認購期權（Call）或認沽期權（Put）持有人所買入或賣出的產品。若屬於現金交割，交易所以相關資產的現價作為結算價，計算買賣雙方所支付或獲得的現金。
對於期貨期權，如期貨的到期日與期權不同，交易所以期貨的現價作為結算價，計算買賣雙方所交換的現金差額，並分發期貨倉位。如期貨於同日到期，則期貨倉位按照合約訂明的方式立即結算。